# 타와드로스 2세
타와드로스 2세(Ⲡⲁⲡⲁ Ⲁⲃⲃⲁ Ⲑⲉⲟ́ⲇⲱⲣⲟⲥ ⲡⲓⲙⲁϩ ⲃ̅, 1952년 11월 4일 ~ )는 현재 콥트 정교회의 118대 교황이다. 알렉산드리아 콥트 정교회의 수장으로 고 셰누다 3세의 지위를 계승하여 발탁된 지 2주 만인 2012년 11월 18일 교황직에 착좌했다.

## 생애
2013년 5월 8일 교황 타와드로스 2세는 바티칸 시국에서 로마의 주교이자 천주교의 교황인 프란치스코 교황을 회견했다. 이는 최근 선출된 두 교회 지도자의 첫 만남이자 약 1500년 만에 이탈리아에서 열린 교황들의 두 번째 만남이었다. 콥트교 교황의 마지막 바티칸 방문은 1973년 5월 10일 당시 교황이었던 셰누다 3세가 당시 천주교 교황이었던 바오로 6세와 만나 두 교회간의 기독교 선언문에 서명했을 때 진행되었다. 2013년 5월 2일 교황 타와드로스 2세와 천주교 프란치스코 교황이 공동 기도를 한 후 환영회를 열었다. 타와드로스 2세 교황은 천주교의 초대 교황이었던 사도 베드로와 사도 바울의 묘소를 방문했다. 그리고 교황 타와드로스 2세는 로마의 콥트교회를 방문했다.

## 같이 보기
- 콥트 정교회
- 셰누다 3세